# Johann Georg I, Elector de Saxonia
Johann Georg I (5 martie 1585 – 8 octombrie 1656) a fost Elector de Saxonia din 1611 până în 1656.

## Biografie
Născut la Dresda, Johann Georg a fost al doilea fiu al Electorului Christian I de Saxonia și a Sophie de Brandenburg.El a aparținut liniei albertine a Casei de Wettin. La moartea tatălui său, în 1591, vărul său Frederic Johann de Saxa-Altenbourg a fost numit regent și a guvernat pînă la moartea sa, în 1602. Fratele său mai mare Christian, a domnit de la moartea regentului până în 1611. Pentru că el nu a avut moștenitori, Johann Georg I i-a succedat la 23 iunie 1611.
Începutul domniei lui Johann Georg I a fost o perioadă de tensiuni crescânde între protestanți și catolici, tensiunile culminând cu Războiului de Treizeci de Ani (1618-1648). Poziția geografică a Electoratului Saxonia l-a condamnat să se implice în război. În calitate de șef al celui mai puternic stat protestant, Johann Georg  a fost predestinat să conducă statele protestante.

## Familie și copii
Johann Georg s-a căsătorit de două ori. A lăsat în urma sa trei fii: Augustus (1614–1680), Christian (d. 1691) și Maurice (d. 1681).
La Dresda, la 16 septembrie 1604, Johann Georg s-a căsătorit prima dată cu Sibylle Elisabeth, fiica Ducelui Frederic I de Württemberg. Ea a murit la nașterea singurului lor copil, un fiu, care a murit în aceeași zi.
La Torgau, la 19 iulie 1607, Johann Georg s-a căsătorit a doua oară cu Magdalene Sibylle, fiica lui Albert Frederic, Duce de Prussia. Ei au avut nouă copii:
1. Sophie Eleonore (n. 23 noiembrie 1609, Dresda – d. 2 iunie 1671, Darmstadt), s-a căsătorit la 1 aprilie 1627 cu Georg al II-lea, Landgraf de Hesse-Darmstadt.
2. Marie Elisabeth (n. 22 noiembrie 1610, Dresda – d. 24 octombrie 1684, Husum), s-a căsătorit la 21 februarie 1630 cu Frederic al III-lea, Duce de Holstein-Gottorp.
3. Christian Albert (n. 4 martie 1612, Dresda – d. 9 august 1612, Dresda).
4. Johan Georg al II-lea (n. 31 mai 1613, Dresda – d. 22 august 1680, Freiberg), succesor al tatălui său ca Elector de Saxonia.
5. Augustus (n. 13 august 1614, Dresda – d. 4 august 1680, Halle), a moștenit Weissenfels ca Duce.
6. Christian I (n. 27 octombrie 1615, Dresd – d. 18 octombrie 1691, Merseburg), a moștenit Merseburg ca Duce.
7. Magdalene Sibylle (n. 23 decembrie 1617 – d. 6 ianuarie 1668, Schloss Altenburg), s-a căsătorit la 5 octombrie 1634 cu Prințul Moștenitor Christian, fiul cel mare al regelui Christian al IV-lea al Danemarcei; a doua oară la 11 octombrie 1652 cu Frederic Wilhelm al II-lea, Duce de Saxa-Altenburg.
8. Maurice (n. 28 martie 1619 – d. 4 decembrie 1681, Moritzburg), a moștenit Zeitz ca Duce.
9. Henric (n. 27 iunie 1622, Dresda – d. 15 august 1622, Dresda).